# Palazzo Fondi
Pour les articles homonymes, voir Fondi (homonymie).
Le palazzo Fondi (autrefois palazzo Genzano) est un édifice monumental de Naples, donnant sur la via Medina.

## Histoire
Le premier palais est érigé au XVIIIe siècle sur commande de Gian Giacomo de Marinis, marquis de Genzano; la décoration est confiée à Giacomo del Po et à Paolo de Matteis. Au milieu du siècle, le marquis fait restaurer le palais par Luigi Vanvitelli, dont il reste le portail et le balustre du balcon.
Le palais est réaménagé en 1799 et en 1824, prenant son aspect actuel, grâce aux travaux commandés par Giuseppe Sansevero di Sangro, prince de Fondi, époux de Maria Costanza de Marinis. Le prince et la princesse de Fondi conservent alors à l'intérieur du palais une riche collection de tableaux hérités de la famille de Marinis, des Gaetani et des Sansevero.
Le palais est aujourd'hui divisé en appartements.

## Description
L'immeuble présente une façade simple dont la base est en pierres de taille et les deux ordres de fenêtres sont simplement décorés. Les fenêtres de l'étage noble possèdent des balcons à consoles et sont surmontés d'une décoration à tympan droit qui est soutenu par des pilastres ioniques; les fenêtres de l'étage supérieur ne sont simplement encadrées que de stuc avec un petit balcon légèrement en saillie. Le grand balcon du portail est en marbre. La façade se termine par une corniche à balustrade.
On remarque dans la cour intérieure un escalier du XVIIIe siècle, œuvre de Vanvitelli, qui mène aux étages supérieurs et qui est décoré de fresques de la même époque. L'entrée d'honneur présente le blason des Marinis.

## Illustrations

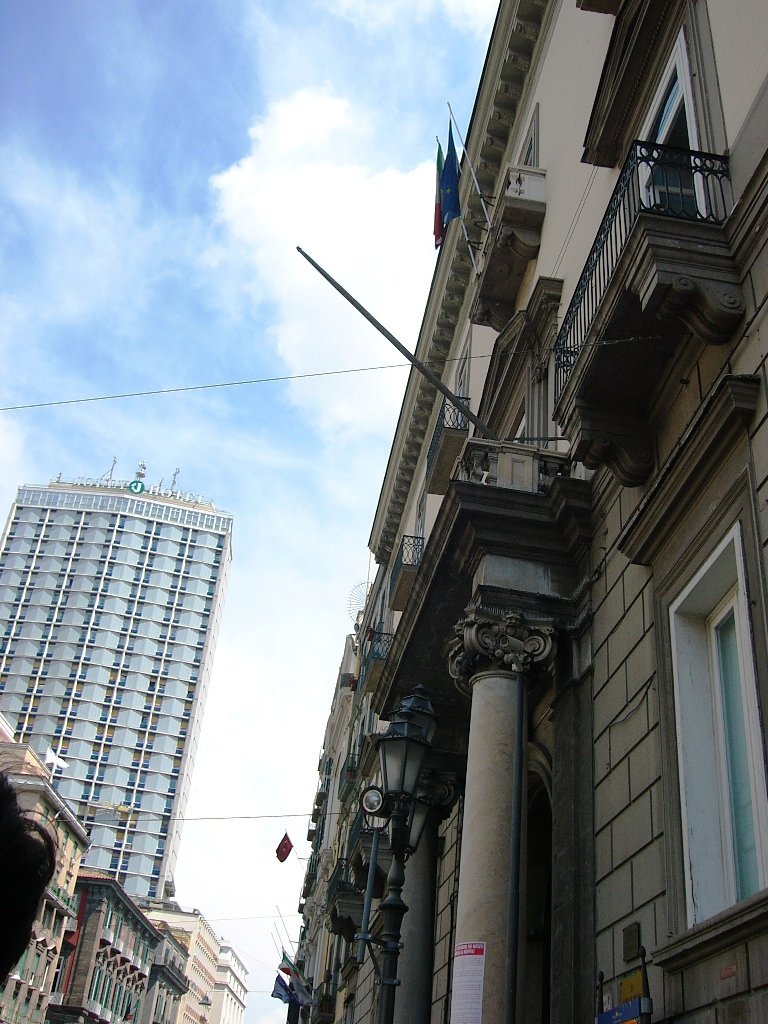
Détail de côté de la façade
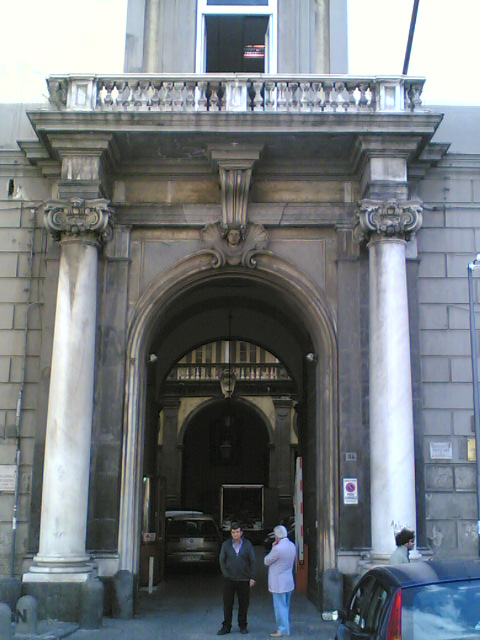
Portail
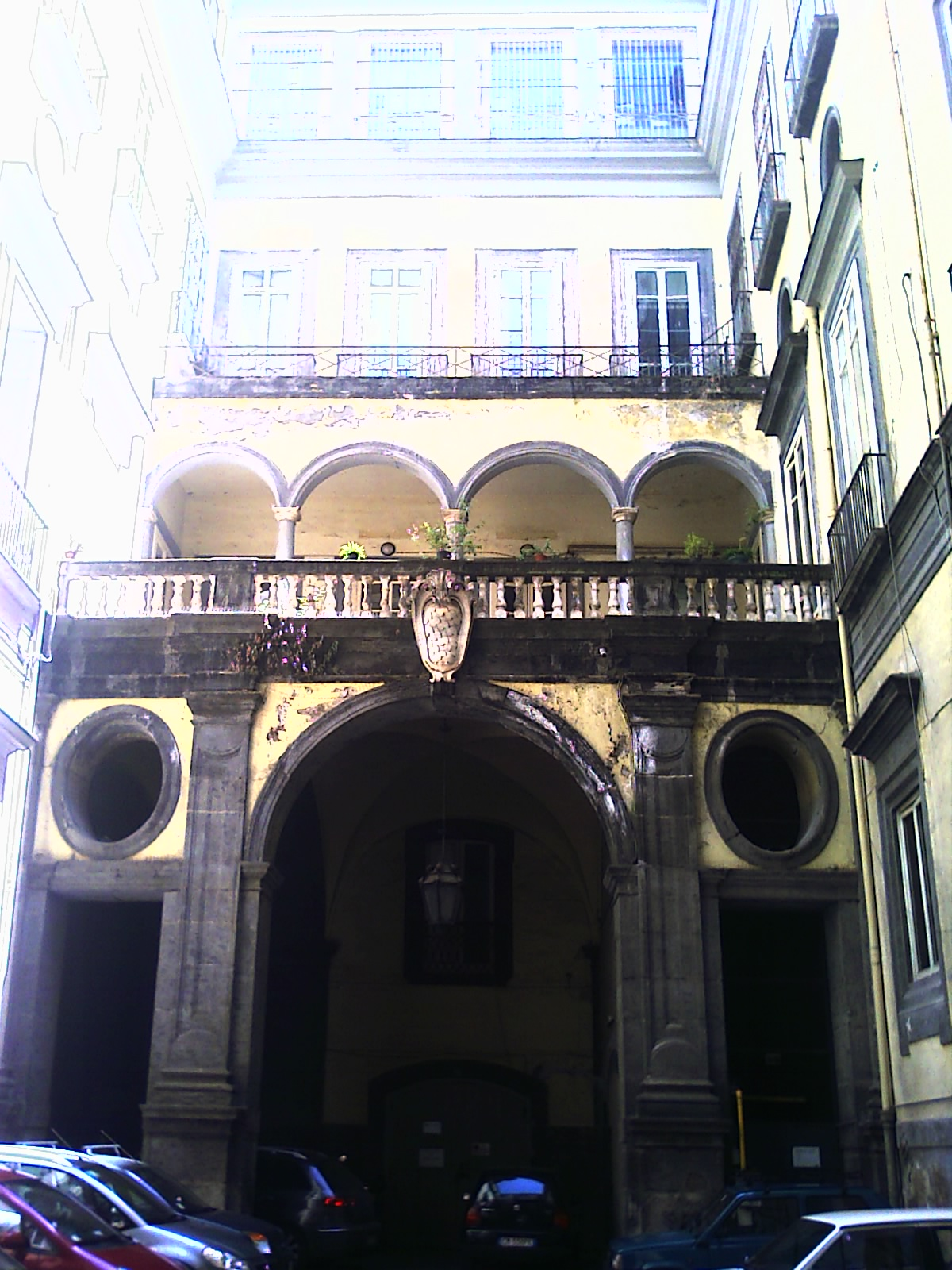
Cour intérieure

## Source de la traduction
- (it) Cet article est partiellement ou en totalité issu de l’article de Wikipédia en italien intitulé « Palazzo Fondi » (voir la liste des auteurs).